# Radoslav Kováč
Radoslav Kováč (sinh ngày 27 tháng 11 năm 1979) là một cựu cầu thủ bóng đá người Séc. Anh thường xuyên chơi ở vị trí trung vệ, nhưng với khả năng phòng ngự anh cũng có thể chơi tốt ở vị trí tiền vệ phòng ngự.
Trưởng thành từ Sigma Olomouc, Kováč chuyển sang câu lạc bộ hàng đầu ở giải vô địch Séc là Sparta Praha mùa bóng 2003-04.
Tháng 7 năm 2005, anh chuyển sang Nga khoác áo Spartak Moskva. Anh chuyển sang khoác áo West Ham United từ ngày 30 tháng 1 năm 2009.
Khoác áo đội tuyển quốc gia từ 9 tháng 10 năm 2004 (Séc thắng Romania 1 – 0), Kováč có mặt tại World Cup 2006 và Euro 2008 đến cuối năm 2009.

## Bàn thắng quốc tế
| # | Ngày                 | Địa điểm               | Đối thủ    | Bàn thắng | Kết quả | Giải đấu                 |
| - | -------------------- | ---------------------- | ---------- | --------- | ------- | ------------------------ |
| 1 | 28 tháng 3 năm 2007  | Liberec, Cộng hòa Séc  | Síp        | 1–0       | Thắng   | Vòng loại Euro 2008      |
| 2 | 19 tháng 11 năm 2008 | Serravalle, San Marino | San Marino | 3–0       | Thắng   | Vòng loại World Cup 2010 |